# دم‌چیده باریک
دم‌چیده باریک (نام علمی: Doricha enicura) گونه‌ای از مرغ مگس در تبار عسل‌نوش‌باران از زیرتیرهٔ مگس‌مرغیان (Trochilinae)، یا «مگس‌مرغ‌های زنبوری» است. این گونه در السالوادور، گواتمالا، هندوراس و مکزیک یافت می‌شود.

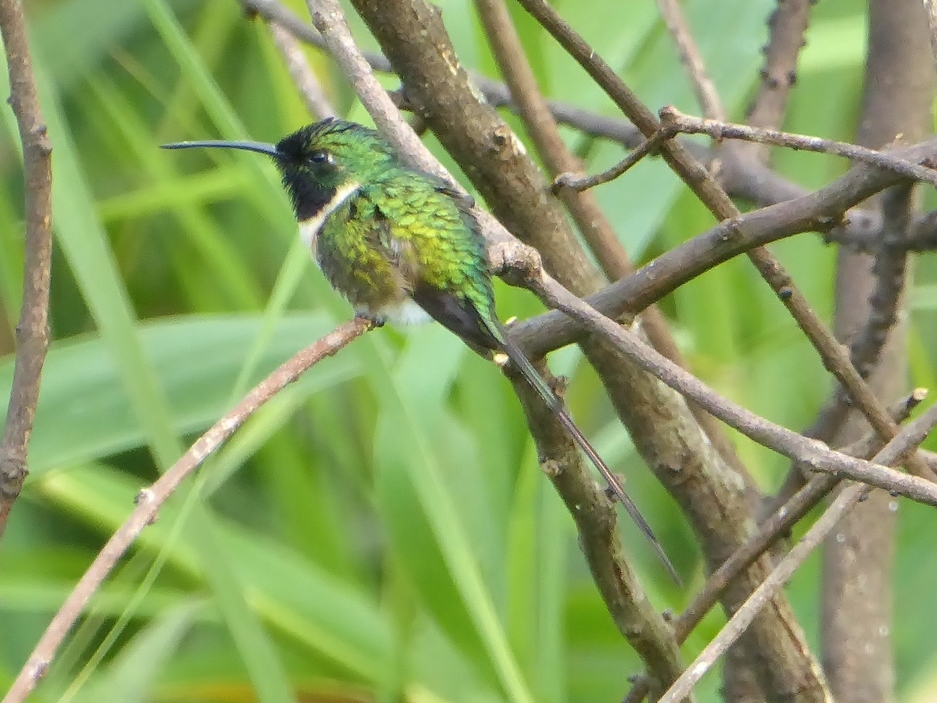
نر